# Hungã
Hungã (em francês: Houngan) é o termo masculino (em oposição a Mambo, ou feminino) para Sumo Sacerdote, no Vodu haitiano. O termo é derivado da palavra fom hùn gan. Hungã é o posto mais alto do clero, na religião, cuja responsabilidade é de preservar os rituais e canções, e manter o relacionamento entre os espíritos e a comunidade como um todo (embora uma parte deste é da responsabilidade de toda a comunidade também). Eles são encarregados de liderar o serviço de todos os espíritos de sua linhagem. Às vezes, eles também podem ser Bokor.
Eles também são origem, a versão de Adão e Eva no Haiti, muitas vezes utilizada pelos druidas, em rituais sobre a autolimpeza, para livrar a alma de qualquer energia negativa que foi enviada. Estas energias negativas, se não forem limpas, podem acumular-se, causando doença. Um banho na água hungã e Mambo pode ajudar a purificar o corpo e a alma dessas energias negativas.